# Pietrarubbia
Pietrarubbia (pronuncia /pjɛtraˈrubbja/; Pietrarubia in dialetto gallo-piceno) è un comune italiano di 622 abitanti della provincia di Pesaro e Urbino nelle Marche. È un comune sparso; la sede comunale è situata in località Mercato Vecchio. Fa parte della regione storico-geografica del Montefeltro.

## Geografia fisica
Il borgo antico è arroccato su uno scoglio di pietra che domina la valle del torrente Apsa, alle pendici meridionali del Monte Carpegna. 
Il territorio del comune è interessato dal Parco naturale regionale del Sasso Simone e Simoncello.

## Storia
Il nome (anticamente Pietra Rubea, cioè "pietra rossa") richiama la colorazione rossastra delle rocce su cui sorge l'abitato.
Antico borgo fortificato con castello, fu concesso da Ottone I in feudo ai Carpegna. Passò poi ai Malatesta, ai Montefeltro e successivamente annesso, con l'intero Ducato di Urbino, allo Stato Pontificio. Dopo essere stato dipendenza di Carpegna, poi di Macerata Feltria, è diventato comune autonomo nel 1947. La popolazione e le attività commerciali si sono sviluppate nell'abitato di Mercato Vecchio, dove si trova anche il municipio. Il borgo antico invece è andato spopolandosi negli anni Cinquanta del Novecento; ha visto comunque una rivalorizzazione negli anni Novanta, anche in seguito alla creazione del T. A. M.(Trattamento Artistico dei Metalli) per la formazione dei giovani, istituito in collaborazione con il Comune dal grande scultore Arnaldo Pomodoro. Il borgo è stato poi parzialmente ristrutturato ed è molto frequentato da artisti e turisti.

## Monumenti e luoghi d'interesse
- Castello e torre (sec. XIV) (ruderi)
- Chiesa di San Silvestro (sec. XI)
- Palazzo del Vicario
- Museo delle Ceramiche
- Museo Naturalistico
- Centro TAM (trattamento artistico dei metalli) realizzato da Arnaldo Pomodoro nel 1990[7]
- Pietrafagnana, complesso di rocce solitario nei pressi di Mercato Vecchio,  comprendente il "Dito del Diavolo", una singolare sporgenza verticale

## Società

### Evoluzione demografica
Abitanti censiti

### Etnie e minoranze straniere
Secondo i dati ISTAT al 1º gennaio 2023 la popolazione straniera residente era di 68 persone e rappresentava il 11,3% della popolazione residente. Le comunità straniere più numerose sono (con percentuale in rapporto al totale della popolazione straniera):
1. Bulgaria, 14 (20,59%)
2. Nigeria, 14 (20,59%)

### Tradizioni e folclore
Ogni anno a fine maggio, nella località Mercato Vecchio, si tiene la “Festa d’la Falciatura“, che rievoca gli usi ed i costumi contadini dei secoli passati. Vengono allestiti stand gastronomici (la specialità è il maialino allo spiedo), dimostrazioni di antichi mestieri, mostra mercato con attrezzature d’epoca.

## Cultura
Biblioteca comunale
È situata nella frazione di Mercato Vecchio. È stata istituita negli anni novanta e, dopo alcuni anni di chiusura, è stata riaperta nel 2013. Conserva 1500 volumi ed ospita una raccolta prevalentemente di narrativa ed opere per l'infanzia e l'adolescenza.

## Amministrazione
| Periodo        | Periodo        | Primo cittadino             | Partito                      | Carica  | Note   |
| -------------- | -------------- | --------------------------- | ---------------------------- | ------- | ------ |
| 1º agosto 1988 | 28 maggio 1990 | Italo Ermenio Onofri        | Partito Socialista Italiano  | Sindaco | [ 14 ] |
| 28 maggio 1990 | 24 aprile 1995 | Maria Assunta Paci          | Democrazia Cristiana         | Sindaca | [ 14 ] |
| 24 aprile 1995 | 14 giugno 1999 | Maria Assunta Paci Leonardi | Partito Popolare Italiano    | Sindaca | [ 14 ] |
| 14 giugno 1999 | 13 giugno 2004 | Marco Rossi                 | Lista civica                 | Sindaco | [ 14 ] |
| 13 giugno 2004 | 8 giugno 2009  | Luciano Vergari             | Lista civica                 | Sindaco | [ 14 ] |
| 8 giugno 2009  | 26 maggio 2014 | Roberto Chiarabini          | Pietrarubbia verso il futuro | Sindaco | [ 14 ] |
| 26 maggio 2014 | 27 maggio 2019 | Maria Assunta Paolini       | Il bene in comune            | Sindaca | [ 14 ] |
| 27 maggio 2019 | 10 giugno 2024 | Maria Assunta Paolini       | Insieme                      | Sindaca | [ 14 ] |
| 10 giugno 2024 | in carica      | Maria Assunta Paolini       | Uniti per Pietrarubbia       | Sindaca | [ 14 ] |

## Sport

### Calcio
Nel paese era presenta la squadra dell'Atletico Pietrarubbia.